# Kiki Coumans
Kiki Coumans (Susteren, 1971) is een Nederlands vertaler en publicist.
Coumans studeerde Franse Taal- en Letterkunde en Neerlandistiek aan de Universiteit van Amsterdam. Ze vertaalt proza en poëzie uit het Frans. Daarnaast is ze redacteur van poëzietijdschrift Awater. Ze schrijft recensies en essays voor verschillende tijdschriften. In 2000 ontving ze het Dr. Elly Jafféstipendium voor veelbelovende vertalers uit het Frans. Haar vertalingen waren genomineerd voor de Filter-vertaalprijs en de Europese Literatuurprijs. In 2024 ontving ze de Dr. Elly Jaffé Prijs voor haar hele vertaaloeuvre.

## Selectie uit vertaald proza
- Édouard Louis, Monique ontsnapt (2024)
- Claude Simon, Haar (2023)
- Marcel Proust, Zeewind op het platteland, rêverieën (2022)
- Charles Baudelaire, Mijn hoofd is een zieke vulkaan, brieven (Privé-domein) (2021)
- Nathalie Sarraute, Tropismen (2021)
- Jean Giono, Heuvel (2020), Manosque (2022) en De blauwe jongen (2024).
- Jean Genet, Dagboek van een dief (2019)
- Alain Robbe-Grillet, Het strand (2019)
- Georges Perec, Poging tot uitputtende beschrijving van een plek in Parijs (2017)
- Colette, Sido en Het huis van mijn moeder (2005), De eerste keer dat ik mijn hoed verloor, zelfportret in verhalen (Privé-domein, 2017) en Sido (2018)
- Marguerite Duras, Gesprek in een parkje (2017), Zomer '80 (2022), De minnaar (2023) en Blauwe ogen zwart haar (2024)
- Boris Vian, De man die van het Empire State Building sprong (2016)
- Christian Oster, In de trein (2014) en Mijn grote appartement (met Katrien Vandenberghe, 2017) en Drie mannen en een stoel (2021) en Odile (2022)
- Virginie Despentes, Apocalyps baby (2011)
- Paul Willems, De nevelkathedraal (met Hans van Pinxteren, 2010)
- Atiq Rahimi, Steen van geduld (2009) en Die vervloekte Dostojevski (2012)
- Daniel Pennac, Schoolpijn (2008) en Lijfboek (2013)
- Elie Wiesel, Nacht (2006), Dageraad (2007) en Dag (2007)
- Jules Verne, Reis om de wereld in tachtig dagen (2004)
- Catherine Millet, Het seksuele leven van Catherine M. (met Martine Vosmaer, 2001)
- Michel Houellebecq, Lanzarote, 2001
- Philippe Sollers, Het park (2000)

## Selectie uit vertaalde poëzie
- Paul Éluard, In het ene oog de maan, in het andere de zon (2019)
- Guillaume Apollinaire, De nacht is zo mooi met zijn koerende kogels (2022) en Het raam gaat open als een sinaasappel (2017)
- Robert Desnos, Praatzieke duisternis (2017)
- Yves Bonnefoy, De gebogen planken (2016)
- Nathalie Quintane, Opmerkingen (2015)
- Yves Bonnefoy, Zomerregen (2014)
- Gedichten van onder anderen André Breton, Jean Genet en Blaise Cendrars voor Spiegel van de Franse poëzie (2004)

## Essays
- ‘Zal ik de zee zien vanuit mijn kamer?’, over een in de archieven ontdekt onbekend gedicht van Charles Baudelaire, in De Groene Amsterdammer (2021)[1]
- ‘Een schatkist aan nieuwe feiten over Jean Genet’, onbekende brieven van de moeder van Jean Genet over haar afgestane zoon, in De Groene Amsterdammer (2020)[2]
- 'Dansen in een gipsen pak, vijfmaal Baudelaire in het Nederlands', in Awater (2017)
- 'Een nieuwe kijk op Proust vertalen', in Filter 4 (2015)[3]
- 'Malse madammen en stugge stamp, Jacques Brelvertalingen gezongen door Jeroen Willems', in Filter 2 (2014)[4]
- 'Finger-paint with Indian ink, kindergedichten van Annie M.G. Schmidt in vertaling', in Filter 3 (2012)[5]
- 'Twee regels verwijderen: verwijderd', over nagelaten gedichten van Hans Faverey', in Terras 2 (2012)[6]
- 'Het laarsje van Emma Bovary, stijl in de Nederlandse Madame Bovary-vertalingen', in Filter 4 (2010)[7]
- 'Het vertalen van een ontbreken', over twee vertalingen van La disparition van Georges Perec', in Filter 2 (2009)[8]
- 'Tardi in vertaling', in Filter 3 (2008)[9]